# Mike Kellin
Myron Kellin, detto Mike (Hartford, 26 aprile 1922 – Nyack, 26 agosto 1983), è stato un attore statunitense.

## Filmografia parziale

### Cinema
- Il sergente di legno (At War with the Army), regia di Hal Walker (1950)
- I pirati della Croce del Sud (Hurricane Smith), regia di Jerry Hopper (1952)
- Non desiderare la donna d'altri (Lonelyhearts), regia di Vincent J. Donehue (1958)
- La nave più scassata... dell'esercito (The Wackiest Ship in the Army), regia di Richard Murphy (1960)
- L'inferno è per gli eroi (Hell Is for Heroes), regia di Don Siegel (1962)
- God Told Me To, regia di Larry Cohen (1976)
- Fuga di mezzanotte (Midnight Express), regia di Alan Parker (1978)
- La febbre del successo - Jazz Singer (The Jazz Singer), regia di Richard Fleischer (1980)
- Sleepaway Camp, regia di Robert Hiltzik (1983)

### Televisione
- The Alcoa Hour – serie TV, episodio 2x15 (1957)
- Westinghouse Desilu Playhouse – serie TV, episodio 2x07 (1959)
- Tightrope – serie TV, episodio 1x17 (1960)
- The New Breed – serie TV, episodio 1x10 (1961)
- Outlaws – serie TV, episodio 2x20 (1962)
- Mr. Novak – serie TV, episodi 1x18-2x29 (1964-1965)
- The Wackiest Ship in the Army – serie TV, 29 episodi (1965-1966)